# Herby (gmina)
Pour les articles homonymes, voir Herby.
La gmina de Herby est une commune rurale de la voïvodie de Silésie et du powiat de Lubliniec. Elle s'étend sur 50,47 km2 et comptait 6 981 habitants en 2006. Son siège est le village de Herby qui se situe à environ 17 kilomètres au nord-est de Lubliniec et à 57 kilomètres au nord de Katowice.

## Villages
La gmina de Herby comprend les villages et localités de Brasowe, Braszczok, Chwostek, Cztery Kopy, Drapacz, Głąby, Hadra, Herby, Kalina, Kierzki, Kolonia Lisów, Łebki, Łęg, Lisów, Mochała, Niwy, Oleksiki, Olszyna, Otrzęsie, Pietrzaki, Piłka, Pustkowie, Tanina et Turza.

## Gminy voisines
La gmina de Herby est voisine des gminy de Blachownia, Boronów, Ciasna, Kochanowice, Konopiska, Koszęcin, Przystajń et Wręczyca Wielka.